# Mykola Horbal

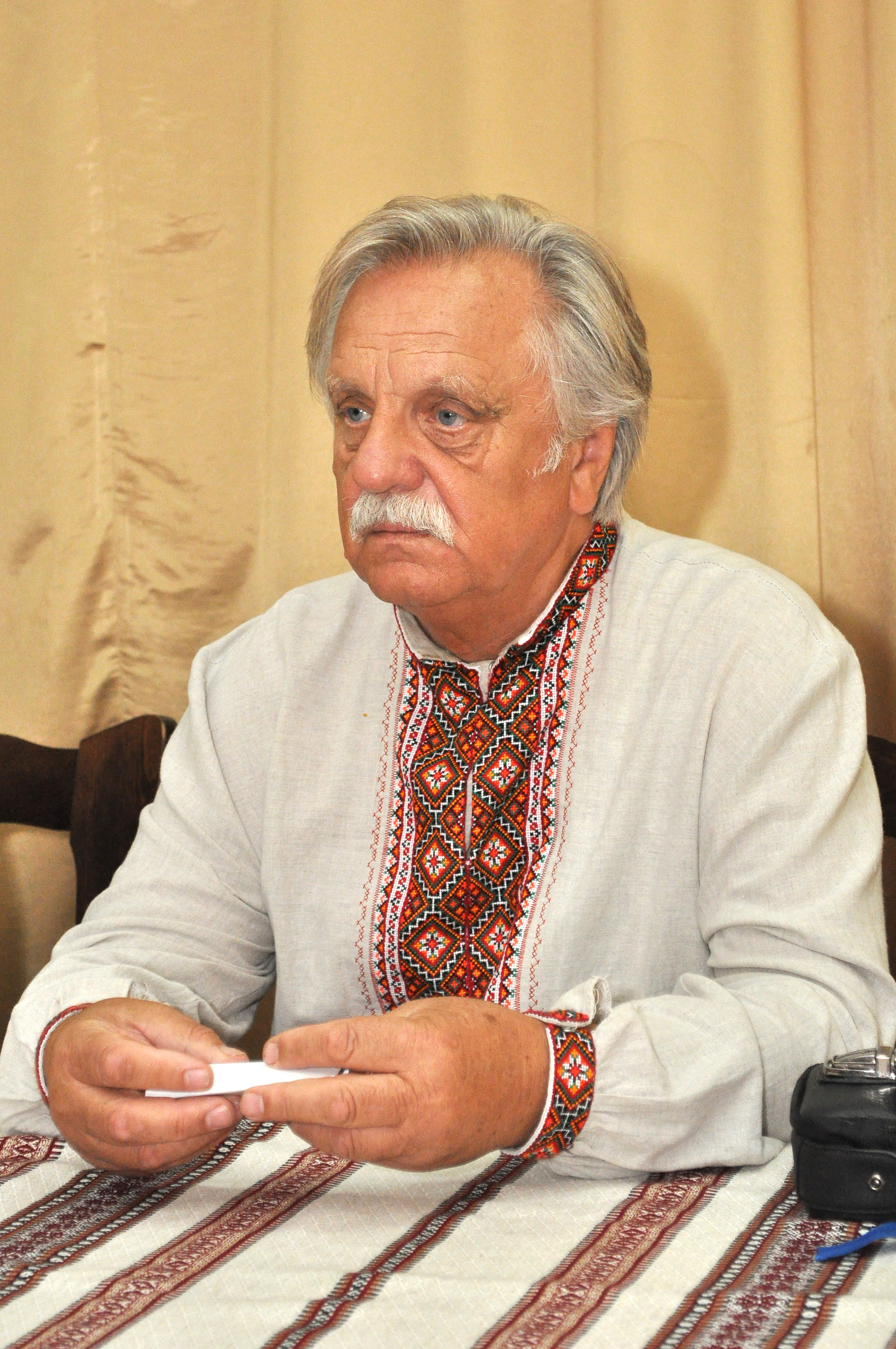
Mykola Horbal, August 2015

Mykola Andrijowytsch Horbal (ukrainisch Микола Андрійович Горбаль; * 10. September 1940 in Wołowiec, Kreishauptmannschaft Jaslo, Generalgouvernement) ist ein ukrainischer Dichter, Politiker und Menschenrechtsaktivist.
Mykola Horbal war als sowjetischer Dissident und Mitglied der Ukrainischen Helsinki-Gruppe mehrfach in Haft und im Exil.
Vom 11. Mai 1994 bis zum 12. Mai 1998 war er Abgeordneter der Werchowna Rada, dem ukrainischen Parlament.
1986 wurde Horbal Mitglied des Internationalen PEN-Clubs, 1992 erhielt er den Wassyl-Stus-Preis und im November 2009 wurde ihm der ukrainische Orden der Freiheit verliehen.